# Copa Estrella del Milenio
La Copa Estrella del Milenio fue un torneo que se jugó en 1999, teniendo como sede ciudades de los Estados Unidos de América y México. Se jugó una serie de 5 partidos de los cuales el que acumulara más puntos sería campeón de la copa y se llevaría un premio de medio millón de dólares.

## Participantes
- Club Deportivo Guadalajara
- Club Deportivo Social y Cultural Cruz Azul

## Partidos

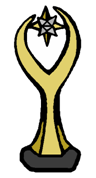
Trofeo

| Fecha                    | Ciudad           | Equipo      | Marcador | Equipo      |
| ------------------------ | ---------------- | ----------- | -------- | ----------- |
| 21 de abril de 1999      | Ciudad de México | Cruz Azul   | 0–0      | Guadalajara |
| 22 de agosto de 1999     | Chicago          | Guadalajara | 2–3      | Cruz Azul   |
| 29 de septiembre de 1999 | Houston          | Cruz Azul   | 2–1      | Guadalajara |
| 10 de noviembre de 1999  | Guadalajara      | Guadalajara | 2–1      | Cruz Azul   |
| 22 de diciembre de 1999  | Los Ángeles      | Cruz Azul   | 1–3      | Guadalajara |

## Tabla final
| Equipo      | JJ | G | E | P | GF | GC | DIF | Pts |
| Guadalajara | 5  | 2 | 1 | 2 | 7  | 7  | 0   | 5   |
| Cruz Azul   | 5  | 2 | 1 | 2 | 7  | 7  | 0   | 5   |

Al terminar el 5° partido, ambos equipos terminaron con la misma cantidad de puntos, con la misma diferencia de goles y la misma cantidad de goles anotados, así que se tuvo que jugar prórroga. El torneo se definió con un gol de oro del Guadalajara a los 6 minutos del tiempo suplementario, obra del defensa Claudio Suárez.
| México                 |
| Campeón CD Guadalajara |

## Sedes
- Estadio Azul - Ciudad de México
- Estadio Jalisco - Guadalajara, Jalisco
- Soldier Field - Chicago, Illinois
- Cotton Bowl - Houston, Texas
- Los Angeles Memorial Coliseum - Los Ángeles, California